# Adolf-Reichwein-Platz (Osnabrück)
Der Adolf-Reichwein-Platz befindet sich in der Osnabrücker Innenstadt. Benannt wurde der Platz nach dem Pädagogen, SPD-Politiker und Widerstandskämpfer Adolf Reichwein.

## Lage
Der Adolf-Reichwein-Platz befindet sich im südlichen Teil der Altstadt. Östlich des Platzes schließt sich der Kamp, an welcher bis vor einigen Jahren ebenfalls eine durch den Krieg entstandene Brache darstellte. Nördlich des Platzes verläuft die kleinteilig bebaute Redlinger Straße.
Östlich schließt das Katharinenviertel an. Südlich befindet sich der Ledenhof mit dem gleichnamigen Platz und umrandender Bebauung.

## Bebauung
Westlich und nördlich ist der Platz mit Häusern aus verschiedenen Zeiten umrandet. Hier hat sich ein kleiner Gastronomieschwerpunkt innerhalb der Stadt herausgebildet. Hier befindet sich auch die Osnabrücker Traditionsgaststätte Grüner Jäger.

## Geschichte
Ursprünglich war der Platz mit Häusern bebaut, diese sind jedoch den Luftangriffen auf Osnabrück zum Opfer gefallen. Der Platz ist nach der Beseitigung der Trümmer eine Freifläche geblieben. Genutzt wurde der Platz vor seiner Umgestaltung als Parkfläche, ehe für die Pkw, in der Nähe Parkhäuser gebaut wurden.
Anfang der 1980er Jahre wurde der Kamp und der heutige Adolf-Reichwein-Platz neu gestaltet. Die Straße Kamp wurde in die Alte Münze verschwenkt und die Neue Osterberger Reihe als Verlängerung des Jürgensorts angelegt. 1983 weihte der damalige Oberbürgermeister Carl Möller den Ochsenbrunnen als Abschluss der Baumaßnahmen am Platz ein, gleichzeitig wurde er auf den Namen Name Adolf-Reichwein-Platz getauft. Gedacht war er als Ruhezone vor allem für das benachbarte Altenheim am Leedenhof. Schon damals säumten mehrere Biergärten den Platz.
Nachdem lange Jahre eine nahegelegene Bushaltestelle den Namen des Platzes trug, wurde 2005 entschieden, diese Haltestelle in „Kamp-Promenade/Adolf-Reichwein-Platz“ umzubenennen.
Nach der Ausrichtung des Hansetages 2006 wurde die Spielkogge, dem damals neu gestalteten Spielplatz überlassen.
Die Hansekogge hatte nach zwölf Jahren einen stark bedingten Altersverschleiß, so dass sie 2018 abgerissen werden musste.

### Neue Spielschiffe
Nachdem am 9. Mai 2018 die altbekannte Hansekogge durch den Osnabrücker Servicebetrieb (OSB) abgerissen wurde, investierte der Servicebetrieb 40.000 Euro in die Neugestaltung des Spielplatzes. Am 22. Juni eröffnete der Osnabrücker Oberbürgermeister Wolfgang Griesert den neu gestalteten Spielplatz. Die neuen Spielplatzschiffe bekamen nach einem Namensfindungswettbewerb die Namen Thor und Häger, angelehnt an die Fernsehserie Wickie und die starken Männer.

## Verkehr
Der Platz ist im Westen und Norden durch die Fußgängerstraßen Alte Münze und Osterberger Reihe umrandet. In Osten verläuft der Kamp, welcher als Bussstraße verwendet wird. Lediglich im unteren Bereich ist die Zufahrt zum Parkhaus Kampgarage ist für Pkw erlaubt.

## Galerie

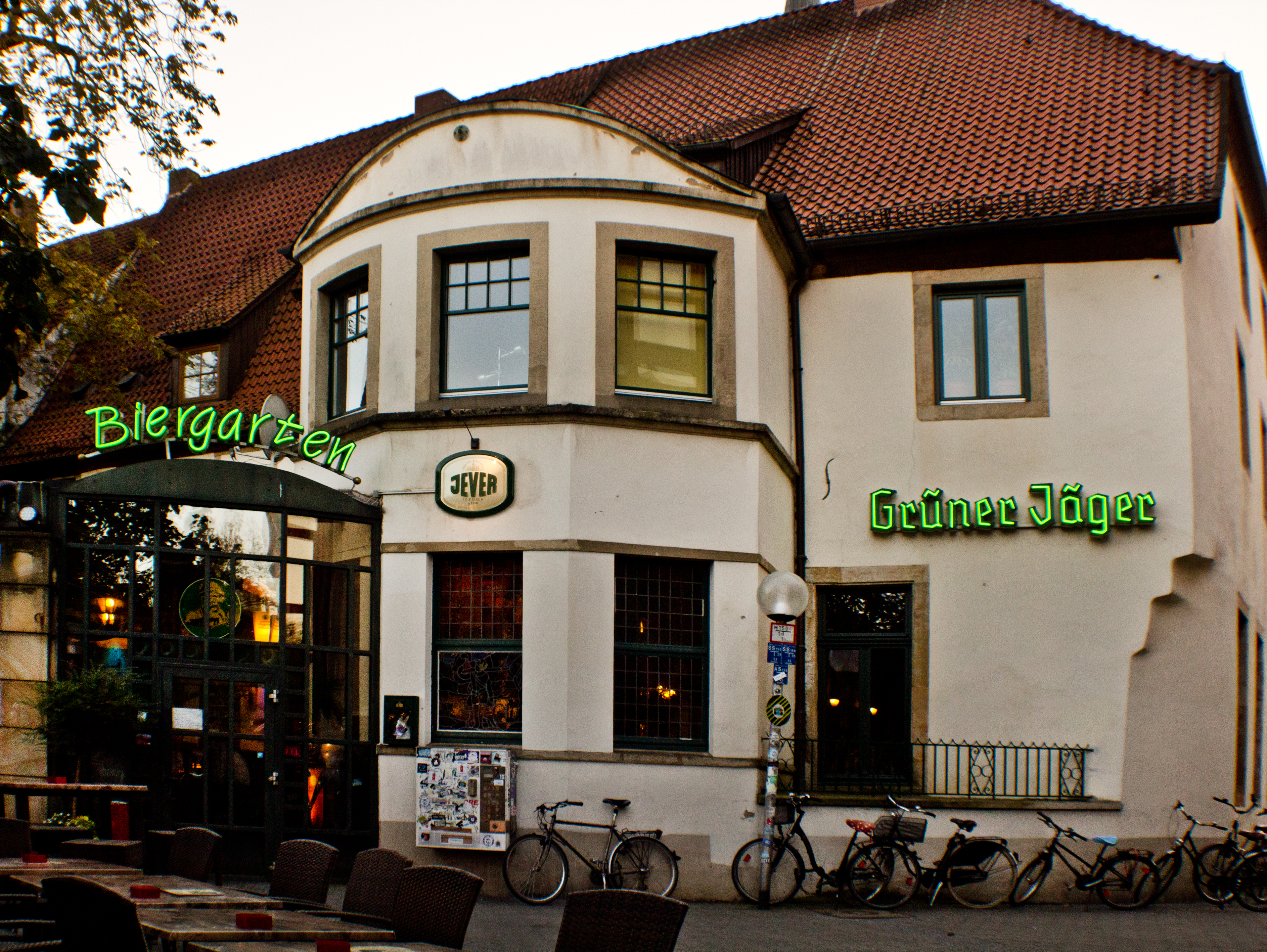
Grüner Jäger am Adolf-Reichwein-Platz
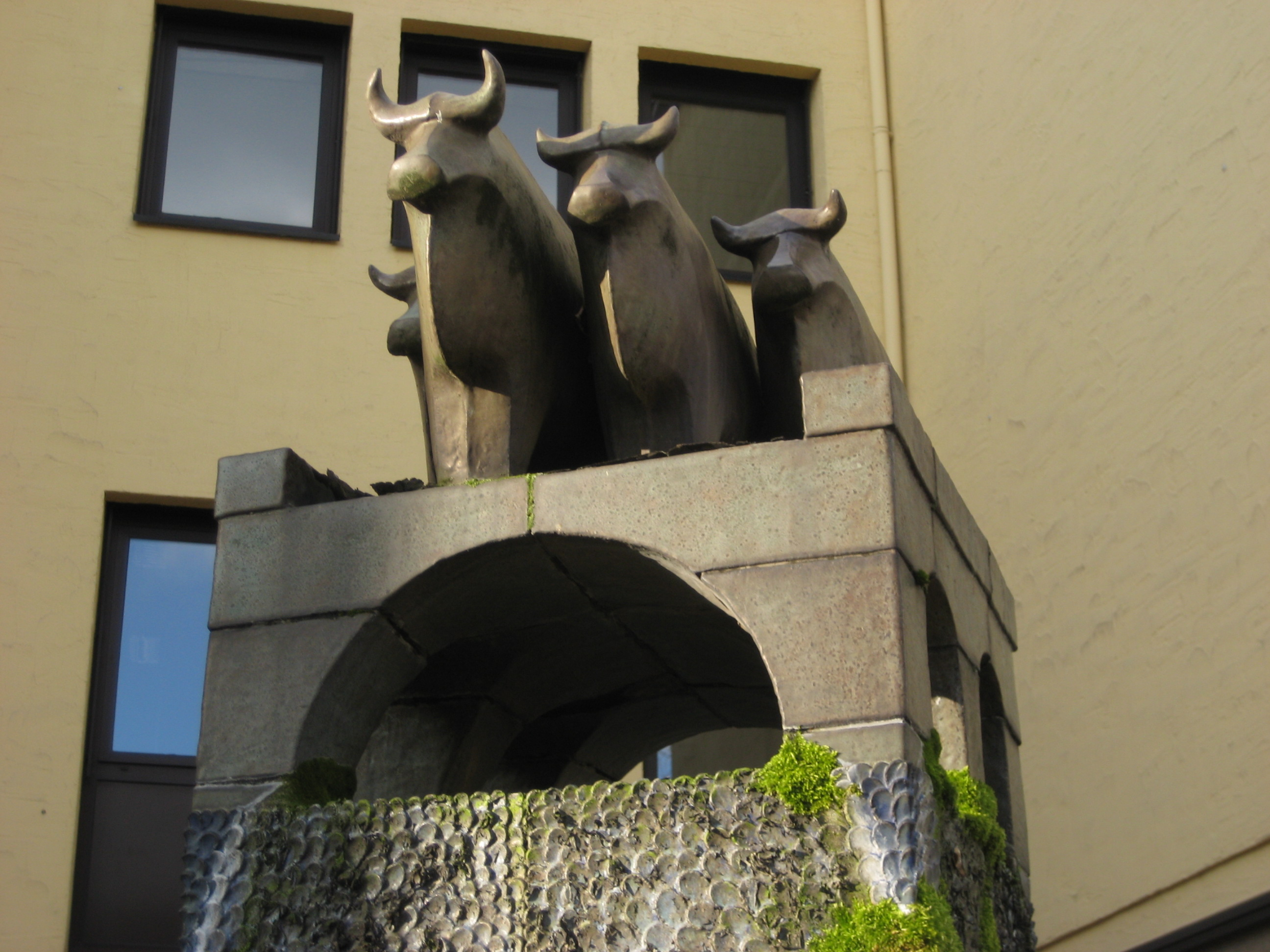
Ossenbrunnen im Detail